# Oreobates sanderi
Oreobates sanderi es una especie de anfibio anuro de la familia Craugastoridae.

## Distribución geográfica
Esta especie es endémica del departamento de La Paz en Bolivia. Habita entre los 1300 y 2000 m de altitud en la Cordillera Oriental.
Su presencia es incierta en el Perú.

## Etimología
Esta especie lleva el nombre en honor a Holger Sander.

## Publicación original
- Padial, Reichle & De la Riva, 2005 : New species of Ischnocnema (Anura: Leptodactylidae) from the Andes of Bolivia. Journal of Herpetology, vol. 39, n.º 2, p. 186-191.[5]